# 2020년 대한민국의 영화
다음은 2020년에 대한민국의 영화에 관한 서술한다.

## 이벤트 및 수상

### 1분기
- 제11회 올해의 영화상
- 제56회 대종상 영화제

### 2분기
- 제6회 들꽃영화상
- 제56회 백상예술대상
- 제21회 전주국제영화제
- 제25회 춘사영화제

### 3분기
- 제24회 부천국제판타스틱영화제

### 4분기
- 제25회 부산국제영화제
- 제29회 부일영화상
- 제40회 한국영화평론가협회상
- 제16회 제주영화제
- 제40회 황금촬영상
- 제20회 부산영화평론가협회상
- 제20회 올해의 여성영화인상
- 제6회 한국영화제작가협회상
- 제22회 올해의 독립영화상
- 제20회 디렉터스 컷 시상식
- 송년호 발행 : 씨네21 영화상

## 같이 보기
- 2020년 영화
- 대한민국의 영화